# Tétraèdre régulier
En géométrie, le tétraèdre régulier est un tétraèdre dont les 4 faces sont des triangles équilatéraux. Il possède 6 arêtes et 4 sommets. Il fait partie des cinq solides de Platon. Il possède une sphère circonscrite passant par ses 4 sommets et une sphère inscrite tangente à ses 4 faces.
Comme il a 3 sommets par face, et 3 faces par sommet, son symbole de Schläfli est {3,3}.

## Grandeurs caractéristiques
Si a est la longueur d'une arête :
- sa hauteur est égale à : {\displaystyle H={\sqrt {\frac {2}{3}}}~a} ;
- son centre est situé, par rapport à la base, à : {\displaystyle h={\frac {H}{4}}={\frac {a}{2{\sqrt {6}}}}} ;
- le rayon de sa sphère circonscrite est : {\displaystyle R={\frac {3}{4}}H={\sqrt {\frac {3}{8}}}a} ;
- le rayon de sa sphère inscrite est : {\displaystyle r={\frac {1}{3}}R={\frac {a}{\sqrt {24}}}} ;
- son aire est : {\displaystyle A={\sqrt {3}}a^{2}} ;
- son volume est : {\displaystyle V={\frac {a^{3}}{6{\sqrt {2}}}}} ;
- son angle dièdre vaut {\displaystyle \arccos \left({\frac {1}{3}}\right)\simeq 70,5288^{\circ }} ;
- son angle central (c’est-à-dire celui que forment, deux à deux, les quatre segments qui partent du centre vers les quatre sommets) vaut {\displaystyle \arccos \left(-{\frac {1}{3}}\right)\simeq 109^{\circ }28'} , double de l'angle dit « magique ».
- l'angle solide d'une face vue du sommet opposé vaut {\displaystyle \arccos \left({\frac {23}{27}}\right)\simeq 0,55129} stéradians ;
- Les 4 points de coordonnées {\displaystyle (1,1,1),(1,-1,-1),(-1,1,-1),(-1,-1,1)} sont les sommets d'un tétraèdre régulier d'arête a = 2√2 centré à l'origine, issu de quatre sommets d'un cube.

## Propriétés diverses
Les isométries laissant globalement invariant le tétraèdre régulier forment un  groupe isomorphe au groupe symétrique S4 . Le sous-groupe des isométries positives est isomorphe au groupe alterné A4.
Le tétraèdre régulier est son propre dual, c'est-à-dire qu'en joignant les centres de ses faces, on obtient un tétraèdre régulier semblable.
Il possède une coupe carrée, en prenant comme plan de coupe le plan parallèle à deux arêtes orthogonales, passant par le milieu des quatre autres arêtes.
Cette forme est utilisée pour fabriquer des dés à quatre faces et modélise certaines molécules ayant une géométrie moléculaire tétraédrique tel que le méthane.

Tétraèdre régulier inscrit dans un cube.
Auto-dualité du tétraèdre régulier.
Composé de deux tétraèdres réguliers appelé stella octangula ou octangle étoilé.

## Epistémologie des sciences
D'un point de vue épistémologique, on peut noter que Platon associait le tétraèdre régulier à l'élément naturel « feu ».